# Пендолино
Пендолино је италијански брзи воз са нагибном шасијом. Производи их Фијат (од 2002. године фабрика Алстом) а користе се у земљама средње и западне Европе (Италија, Шпанија, Словенија, Финска, Чешка, Британија, Швајцарска, Пољска).
Идеја за нагибне возове потиче из осамдесетих година 20. века. На почетку су биле и фиксне шасије али са нагибним седиштима, што није било практично, тако, да је данас под нагибом цела шасија. Први прототипови ових возова су били направљени 1975. године (ЕТР 401). До 1987. године италијанске железнице су имале у саобраћају комплетну серију Пендолина (ЕТР 450). Године 1993. пуштена је серија ЕТР 460.
Пендолино се појавио у филму Џејмс Бонд Казино Ројал на путу из Швајцарске према Црној Гори (та траса у стварности не постоји). Снимак је био направљен на чешком Пендолину.
Пендолино је од брзих возова најимпозантнији по промету. За њега су заинтересовани Румуни, Пољаци а Кина је већ наручила 60 композиција.

## Техничке карактеристике
- Максимална брзина : 250  (ETR 450, ETR 460)
- Јачина мотора : 4 000
- Тип мотора : 8 електричких асинхроних трофазних
- Убрзање до 100  : 57 s 810 m (a=0,50 m/s2) ; убрзање до 200  : 193 s 6.800 m (a=0,37 m/s2)
- Дужина кочења од 140 до 0  : 750 m (a=1,01 m/s2) ; дужина кочења од 200 до 0  : 1 650 m (a=0,94 m/s2)
- Потисна сила : 163
- Дужина : 158,9 m ; ширина : 3,2 m ; висина : 3,73 m
- Маса : 328 t
- Максимално оптерећење по осовини : 14,3 t
- Шине : од 890 mm до 850 mm
- Максимални нагиб : 8°
- Број седишта : 309
- Ниво буке у возу : 65